# Tour de Basse-Saxe
Le Tour de Basse-Saxe (en allemand : Internationale Niedersachsen-Rundfahrt) est une ancienne course cycliste par étapes allemande, créée en 1977 et disputée en avril dans le land de Basse-Saxe jusqu'en 2007. La course a perdu à l'image du Tour d'Allemagne son principal sponsor Volkswagen en raison de l'affaire Puerto et elle n'est plus organisée depuis 2008. Seule l'épreuve junior (17-18 ans) est organisée.
De sa création à la fin de la partition de cyclisme sur route entre amateurs et professionnels en 1995, le Tour de Basse-Saxe fut l'une des plus importantes courses cyclistes amateures du monde. Durant les années 1980, il fut dominé par les coureurs d'Allemagne de l'Est.
En 2005, il est intégré à l'UCI Europe Tour, dans la catégorie 2.1. Il fait également partie de la Coupe d'Allemagne de cyclisme sur route (TUI-Cup)  lors de la création de cette dernière en 2006.
Après s'être appelé Oddset-Rundfahrt en 2006, du nom des paris sportifs organisés par la loterie allemande Deutscher Lotto- und Totoblock qui le sponsorise, le Tour de Basse-Saxe prend le nom de Lotto-Rundfahrt en 2007.
Trois coureurs ont remporté cette épreuve à deux reprises : Jens Voigt (1994 et 1997), Torsten Schmidt (1999 et 2000) et Alessandro Petacchi (2006 et 2007). Ce dernier a la particularité d'avoir gagné toutes les étapes de l'édition 2006.

## Palmarès

### Podiums
| Année | Vainqueur            | Deuxième            | Troisième             |
| ----- | -------------------- | ------------------- | --------------------- |
| 1977  | Hans Langerijs       | Leo Karner          | Martin Havik          |
| 1978  | Peter Becker         | Jan Brzezny         | Jiří Škoda            |
| 1979  | Kim Andersen         | Jan Krawczyk        | Wilfried Trott        |
| 1980  | Viatcheslav Dedenov  | Youri Kachirine     | Zbigniew Szczepkowski |
| 1981  | Olaf Ludwig          | Lechoslaw Michalak  | Karsten Podlesch      |
| 1982  | Anton van der Steen  | Ales Trcka          | Henk van Weers        |
| 1983  | Dainis Liepiņš       | Uwe Raab            | Dan Radtke            |
| 1984  | Alexandre Zinoviev   | Detlef Macha        | Frank Kühn            |
| 1985  | Uwe Ampler           | Uwe Raab            | Dan Radtke            |
| 1986  | Sergei Uslamin       | Mario Hernig        | Frank Kühn            |
| 1987  | Helmut Wechselberger | Ernst Christl       | Dimitri Zhdanov       |
| 1988  | Dirk Meier           | Zenon Jaskula       | Arvi Tammesalu        |
| 1989  | Carsten Wolf         | Zenon Jaskula       | Arvi Tammesalu        |
| 1990  | Thomas Liese         | Zbigniew Piatek     | Sergei Smiewskoi      |
| 1991  | Lubor Tesar          | Jan Karlsson        | Vladimir Perelazny    |
| 1992  | Steffen Wesemann     | Lutz Lehmann        | Alexander Ivankin     |
| 1993  | Bert Dietz           | Alexander Ivankin   | Lubor Tesar           |
| 1994  | Jens Voigt           | Jan Ullrich         | Ralf Schmidt          |
| 1995  | Pavel Padrnos        | Stephan Gottschling | Michael Rich          |
| 1996  | Stephan Gottschling  | Michael Rich        | Frantisek Trkal       |
| 1997  | Jens Voigt           | Martin Muller       | Jan Schaffrath        |
| 1998  | Andreas Klöden       | Chann McRae         | Grischa Niermann      |
| 1999  | Torsten Schmidt      | Martin Rittsel      | Olaf Pollack          |
| 2000  | Torsten Schmidt      | Fred Rodriguez      | Bert Grabsch          |
| 2001  | Grischa Niermann     | Torsten Schmidt     | Mathias Buxhofer      |
| 2002  | Olaf Pollack         | Robert Bartko       | Grischa Niermann      |
| 2003  | Nicolas Jalabert     | Tomáš Konečný       | Niels Scheuneman      |
| 2004  | Bert Roesems         | Stefan Kupfernagel  | Stephan Schreck       |
| 2005  | Stefan Schumacher    | Alexandr Kolobnev   | Marc Wauters          |
| 2006  | Alessandro Petacchi  | Danilo Hondo        | Mathew Hayman         |
| 2007  | Alessandro Petacchi  | Graeme Brown        | Gerald Ciolek         |

### Classements annexes
| Année | Vainqueur final      | Classement de la montagne | Classement par points    | Meilleur jeune (moins de 23 ans) | Classement par équipes |
| ----- | -------------------- | ------------------------- | ------------------------ | -------------------------------- | ---------------------- |
| 1977  | Hans Langerijs       | Erich Jagsch              | –                        | –                                | Pays-Bas               |
| 1978  | Peter Becker         | Jan Krawczyk              | –                        | –                                | Pologne                |
| 1979  | Kim Andersen         | Mats Gustafsson           | –                        | –                                | Pologne                |
| 1980  | Viatcheslav Dedenov  | Aavo Pikkuus              | –                        | –                                | Union soviétique       |
| 1981  | Olaf Ludwig          | Dieter Flögel             | –                        | –                                | Union soviétique       |
| 1982  | Toon van der Steen   | Lech Piasecki             | Aavo Pikkuus             | –                                | Pays-Bas               |
| 1983  | Dainis Liepiņš       | Helmut Wechselberger      | Olaf Ludwig              | –                                | Allemagne de l'Est     |
| 1984  | Alexandre Zinoviev   | Oleg Iarochenko           | Alexandre Zinoviev       | –                                | Union soviétique       |
| 1985  | Uwe Ampler           | Vasyl Zhdanov             | Uwe Raab                 | –                                | Allemagne de l'Est     |
| 1986  | Sergei Uslamin       | Mario Hernig              | Djamolidine Abdoujaparov | –                                | Union soviétique       |
| 1987  | Helmut Wechselberger | Otakar Fiala              | Thomas Krön              | –                                | Union soviétique       |
| 1988  | Dirk Meier           | Dirk Meier                | Carsten Wolf             | –                                | Pologne                |
| 1989  | Carsten Wolf         | Zbigniew Piątek           | Carsten Wolf             | –                                | Allemagne de l'Est     |
| 1990  | Thomas Liese         | Lubor Tesař               | Carsten Wolf             | –                                | Allemagne de l'Est     |
| 1991  | Lubor Tesař          | Raymond Meijs             | Andreas Bach             | –                                | Basse-Saxe             |
| 1992  | Steffen Wesemann     | Lutz Lehmann              | Andreas Bach             | –                                | Brandebourg            |
| 1993  | Bert Dietz           | Lutz Lehmann              | Mike Weißmann            | Alexandre Ivankine               | Russie                 |
| 1994  | Jens Voigt           | Jaroslav Bílek            | Ralf Schmidt             | Johnny van Cadsand               | Hesse                  |
| 1995  | Pavel Padrnos        | Dariusz Baranowski        | Lutz Lehmann             | Andre Kalfack                    | Allemagne              |
| 1996  | Stephan Gottschling  | Tomáš Konečný             | Lutz Lehmann             | Stephan Gogoll                   | Allemagne              |
| 1997  | Jens Voigt           | Gerd Audehm               | Mike Weißmann            | Christian van Dartel             | Agro-Adler Brandenburg |
| 1998  | Andreas Klöden       | Andrei Kivilev            | Danilo Hondo             | Andreas Klöden                   | Festina                |
| 1999  | Torsten Schmidt      | Hannes Hempel             | Olaf Pollack             | Stefan Rütimann                  | Chickey World          |
| 2000  | Torsten Schmidt      | Hannes Hempel             | Olaf Pollack             | Torsten Hiekmann                 | Team Cologne           |
| 2001  | Grischa Niermann     | Pedro Horrillo            | Bram de Groot            | Patrik Sinkewitz                 | Gerolsteiner           |
| 2002  | Olaf Pollack         | Giuseppe Guerini          | Olaf Pollack             | Stefan Schumacher                | Team Nürnberger        |
| 2003  | Nicolas Jalabert     | Stefan Schumacher         | Danilo Hondo             | Niels Scheuneman                 | Gerolsteiner           |
| 2004  | Bert Roesems         | Corey Sweet               | Danilo Hondo             | Linus Gerdemann                  | Relax-Bodysol          |
| 2005  | Stefan Schumacher    | Mauricio Ardila           | Steffen Radochla         | Heinrich Haussler                | Team Wiesenhof         |
| 2006  | Alessandro Petacchi  | Wolfram Wiese             | Alessandro Petacchi      | Gerald Ciolek                    | Rabobank               |
| 2007  | Alessandro Petacchi  | Andrea Pagoto             | Graeme Brown             | Gerald Ciolek                    | Gerolsteiner           |